# Jeff Glass (friidrottare)
Jeff Glass, född 21 april 1962, är en friidrottare från Kanada. Han deltog vid olympiska sommarspelen 1984.